# Stive Vermaut
Stive Vermaut (Oostende, 22 oktober 1975 - Roeselare, 30 juni 2004) was een Belgisch wielrenner. Stive Vermaut diende te stoppen met topsport wegens hartklachten en overleed op jonge leeftijd (28) aan de gevolgen van een hartstilstand.

## Biografie

### Wielerloopbaan
Stive Vermaut was afkomstig uit Ichtegem. Bij de jeugd reed hij bij de Lombardenploeg van Michel Pollentier en won er verschillende koersen. Later als belofte werd hij geselecteerd voor Europese en wereldkampioenschappen. In 1998 maakte hij de overstap naar de beroepsrenners, bij het team Vlaanderen 2002.
Bij de profs maakte Vermaut geleidelijk opgang, in zijn tweede seizoen pakte hij onder andere de bergprijs in de Ronde van de Toekomst. In 2000 stapte hij over naar US Postal. Zijn beste periode kende hij echter bij de Lottoploeg waar hij in 2001 en 2002 voor reed.
Tijdens zijn gehele carrière werd hij begeleid door zijn persoonlijke coach, Hendrik Jonckheere, zoon van Raphael Jonckheere ter ere van wie de GP Raf Jonckheere wordt gehouden. Samen waren zij de uitbouwers van trainingsschema's op basis van hartslag. Vermaut reed dan ook steeds met een hartslagmeter.

### Ziekte
Vermaut kreeg begin 2002 te kampen met hartklachten, die dankzij het gebruik van hartslagmeters aan het licht kwamen. Men stelde een aangeboren hartafwijking vast, en Vermaut werd gedwongen te stoppen met topsport. Na nieuw advies van experts in de Verenigde Staten hernam hij nog even het wielrennen bij de Palmans-Colstrop ploeg, maar stopte na nieuwe problemen in het najaar definitief. Begin 2004 startte hij zijn eigen fietszaak op. Desondanks werd hij op 13 juni 2004 toch getroffen door een hartstilstand, waardoor hij in diepe coma geraakte. 

### Overlijden
Op 30 juni overleed hij uiteindelijk aan de gevolgen in het ziekenhuis van Roeselare. Hij liet een vrouw en een 4-jarig dochtertje na. In september, enkele maanden na zijn dood, beviel zijn vrouw nog van een zoon.
Op 23 oktober 2004 werd in Hight Point, North Carolina, de Memorial Bike Ride Stive Vermaut gereden. De wedstrijd bracht zo'n 5000 $US in het laatje, geld dat werd geschonken aan zijn vrouw en aan de stichting Heart Strides Cardiac & Pulmonary Rehabilitation. 

## Resultaten in voornaamste wedstrijden
| Jaar | Ronde van Italië | Ronde van Frankrijk | Ronde van Spanje |
| ---- | ---------------- | ------------------- | ---------------- |
| 1998 |                  |                     |                  |
| 1999 |                  |                     |                  |
| 2000 |                  |                     |                  |
| 2001 |                  | 36e                 |                  |
| 2002 |                  |                     |                  |

| Jaar | Milaan-San Remo | Luik-Bast.‑Luik |
| ---- | --------------- | --------------- |
| 1998 |                 |                 |
| 1999 |                 | 65e             |
| 2000 | 130e            | 29e             |
| 2001 |                 | 96e             |
| 2002 | 131e            |                 |